# НБА в сезоні 1956–1957
Сезон НБА 1956–1957 був 11-им сезоном в Національній баскетбольній асоціації. Переможцями сезону стали «Бостон Селтікс», які здолали у фінальній серії «Сент-Луїс Гокс».

## Регламент змагання
Участь у сезоні брали 8 команд, розподілених між двома дивізіонами.
По ходу регулярного сезону кожна з команд-учасниць провела по 72 гри. До плей-оф, який проходив за видозміненою олімпійською системою, виходили по три кращих команди з кожного дивізіону. На стадії півфіналів дивізіонів у боротьбу вступали команди, що посіли друге і третє місця за результатами регулярного сезону кожного з дивізіонів. Команди, які на цьому етапі здолали суперників у серіях ігор до двох перемог, виходили до фіналів дивізіонів, в яких проводили серію ігор до трьох перемог проти переможця регулярного сезону в своєму дивізіоні.
Чемпіони кожного з дивізіонів, що визначалися на стадії плей-оф, для визначення чемпіона НБА зустрічалися між собою у Фіналі, що складався із серії ігор до чотирьох перемог.

## Регулярний сезон

### Підсумкові таблиці за дивізіонами
| Східний                  | В  | П  | %П   | Відст | Дом   | Гост  | Нейтр | Див   |
| ------------------------ | -- | -- | ---- | ----- | ----- | ----- | ----- | ----- |
| x-«Бостон Селтікс»       | 44 | 28 | .611 | -     | 24-4  | 11-18 | 9-6   | 20-16 |
| x-«Сірак'юс Нейшеналс»   | 38 | 34 | .528 | 6     | 23-9  | 9-15  | 6-10  | 20-16 |
| x-«Філадельфія Ворріорс» | 37 | 35 | .514 | 7     | 20-5  | 5–25  | 12-5  | 17-19 |
| «Нью-Йорк Нікс»          | 36 | 36 | .500 | 8     | 18-10 | 9-19  | 9-7   | 15-21 |

| Західний                | В  | П  | %П   | Відст | Дом   | Гост  | Нейтр | Див   |
| ----------------------- | -- | -- | ---- | ----- | ----- | ----- | ----- | ----- |
| x-«Сент-Луїс Гокс»      | 34 | 38 | .472 | -     | 17-9  | 10-20 | 7-9   | 22-14 |
| x-«Міннеаполіс Лейкерс» | 34 | 38 | .472 | -     | 15-9  | 5-22  | 14-7  | 18-18 |
| x-«Форт-Вейн Пістонс»   | 34 | 38 | .472 | -     | 23-5  | 5-23  | 6-10  | 17-19 |
| «Рочестер Роялс»        | 31 | 41 | .431 | 3     | 19-10 | 7-17  | 5-14  | 15-21 |

Легенда:
- x – Учасники плей-оф

## Плей-оф
Переможці пар плей-оф позначені жирним. Цифри перед назвою команди відповідають її позиції у підсумковій турнірній таблиці регулярного сезону конференції. Цифри після назви команди відповідають кількості її перемог у відповідному раунді плей-оф.
|  | Півфінали дивізіонів | Півфінали дивізіонів | Півфінали дивізіонів |             |   | Фінали дивізіонів | Фінали дивізіонів | Фінали дивізіонів |  |  | Фінал НБА | Фінал НБА | Фінал НБА |
|  |                      |                      |                      |             |   |                   |                   |                   |  |  |           |           |           |
|  |                      |                      |                      |             |   |                   |                   |                   |  |  |           |           |           |
|  |                      | 1                    | Сент-Луїс            | 3           |   |                   |                   |                   |  |  |           |           |           |
|  | Західний Дивізіон    | 1                    | Сент-Луїс            | 3           |   |                   |                   |                   |  |  |           |           |           |
|  |                      |                      | 2                    | Міннеаполіс | 0 |                   |                   |                   |  |  |           |           |           |
|  | 3                    | Форт-Вейн            | 2                    | Міннеаполіс | 0 | 0                 |                   |                   |  |  |           |           |           |
|  | 3                    | Форт-Вейн            |                      |             |   | 0                 |                   |                   |  |  |           |           |           |
|  | 2                    | Міннеаполіс          | 2                    |             |   |                   |                   |                   |  |  |           |           |           |
|  |                      |                      |                      |             |   |                   |                   |                   |  |  | W1        | Сент-Луїс | 3         |
|  |                      |                      | E1                   | Бостон      | 4 |                   |                   |                   |  |  |           |           |           |
|  |                      |                      |                      |             |   |                   |                   |                   |  |  |           |           |           |
|  |                      |                      |                      |             |   |                   |                   |                   |  |  |           |           |           |
|  |                      | 1                    | Бостон               | 3           |   |                   |                   |                   |  |  |           |           |           |
|  | Східний Дивізіон     | 1                    | Бостон               | 3           |   |                   |                   |                   |  |  |           |           |           |
|  |                      |                      | 2                    | Сірак'юс    | 0 |                   |                   |                   |  |  |           |           |           |
|  | 3                    | Філадельфія          | 2                    | Сірак'юс    | 0 | 0                 |                   |                   |  |  |           |           |           |
|  | 3                    | Філадельфія          |                      |             |   | 0                 |                   |                   |  |  |           |           |           |
|  | 2                    | Сірак'юс             | 2                    |             |   |                   |                   |                   |  |  |           |           |           |

## Лідери сезону за статистичними показниками
| Показник                  | Гравець      | Команда                | Результат |
| ------------------------- | ------------ | ---------------------- | --------- |
| Очки                      | Пол Арізін   | «Філадельфія Ворріорс» | 1,817     |
| Підбирання                | Моріс Стоукс | «Рочестер Роялс»       | 1,256     |
| Передачі                  | Боб Коузі    | «Бостон Селтікс»       | 478       |
| % влучань з гри           | Ніл Джонстон | «Філадельфія Ворріорс» | .447      |
| % влучань штрафних кидків | Білл Шерман  | «Бостон Селтікс»       | .905      |

## Нагороди НБА

### Щорічні нагороди
- Найцінніший гравець: Боб Коузі, «Бостон Селтікс»
- Новачок року: Том Гейнсон, «Бостон Селтікс»

| - Перша збірна всіх зірок: - Пол Арізін, «Філадельфія Ворріорс» - Боб Петтіт, «Сент-Луїс Гокс» - Боб Коузі, «Бостон Селтікс» - Білл Шерман, «Бостон Селтікс» - Дольф Шеєс, «Сірак'юс Нейшеналс» | - Друга збірна всіх зірок: - Дік Гармейкер, «Міннеаполіс Лейкерс» - Ніл Джонстон, «Філадельфія Ворріорс» - Слейтер Мартін, «Сент-Луїс Гокс» - Моріс Стоукс, «Рочестер Роялс» - Джордж Ярдлі, «Форт-Вейн Пістонс» |